# 398 Admete
För andra betydelser, se Admete (olika betydelser).
398 Admete eller 1894 BN är en asteroid i huvudbältet, som upptäcktes 28 december 1894 av den franske astronomen Auguste Charlois. Den har fått sitt namn efter Admete i den grekiska mytologin.
Asteroiden har en diameter på ungefär 49 kilometer.